# Agwe
Agwe was een koninkrijk van de Ewe in West-Afrika in het gebied dat tegenwoordig onderdeel is van Benin en Togo. De staat werd in 1812 opgericht en was onafhankelijk tot aan het eind van de 19e eeuw toen de Fransen in 1885 een protectoraat instelden. De Fransen en Duitsers, die ook een claim in het gebied hadden, verdeelden Agwe over hun kolonies Frans Dahomey en Duits Togoland. De Fransen beëindigden het koninkrijk in 1895, maar in 1901 werd het koninkrijk heropgericht onder Frans-Duits gezag. In 1949 werd het koninkrijk vervolgens definitief afgeschaft.